# Movimiento de Unidad Revolucionaria
El Movimiento de Unidad Revolucionaria (MUR) es un partido político de izquierda en Nicaragua, fundado en 1988 por el doctor Moisés Hassan Morales, antiguo miembro del Frente Sandinista de Liberación Nacional (FSLN), exmiembro de la Junta de Gobierno de Reconstrucción Nacional (JGRN) de 1979-1981 y alcalde de la Managua de 1986-1989.

## Las elecciones de 1990

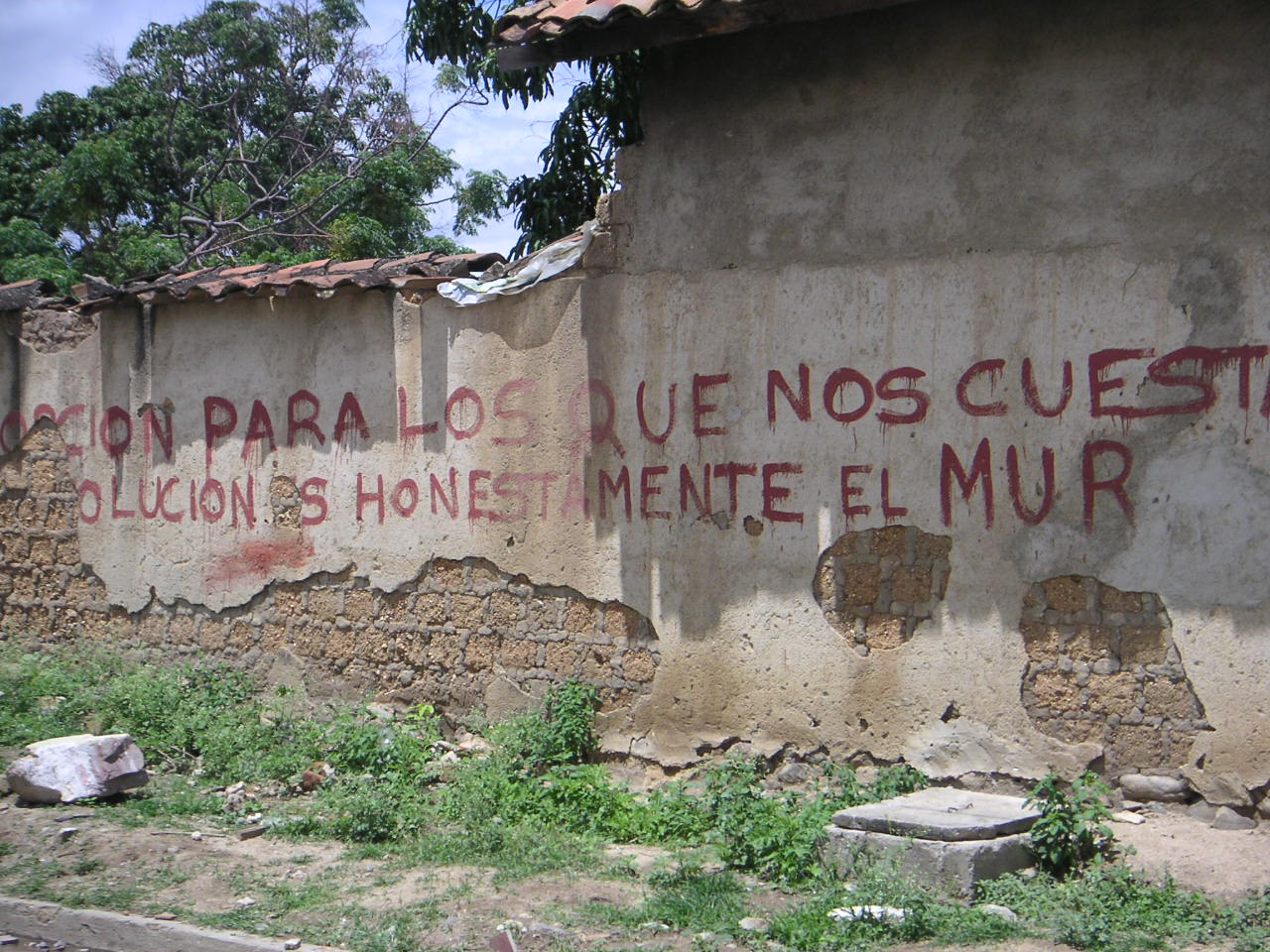
Mural del MUR en Ocotal, Nueva Segovia.

En agosto de 1989 el MUR fue invitado junto con otros 20 partidos opositores al FSLN al diálogo nacional y se firmaron los Acuerdos de Managua que contemplaban la celebración de un proceso electoral democrático y la desmovilización de la Contra (guerrilla opuesta al FSLN desde 1980 mediante una guerra civil apoyada por Estados Unidos contra el Ejército Popular Sandinista (EPS)). El MUR quedó en la casilla 10 y en las elecciones del 25 de febrero de 1990 quedó en tercer lugar con 16,751 votos (1.10%) después de la Unión Nacional Opositora (UNO) que ganó con el 54.7% (777,552) de los votos, llevando al poder a sus candidatos a la presidencia y vicepresidencia respectivamente Violeta Barrios de Chamorro y Virgilio Godoy Reyes, y el FSLN perdió con 579,886 votos (40.8%).
Al quedar como tercera vía en tales elecciones el Movimiento de Unidad Revolucionaria con el 1.10% del electorado, fue suficiente para que su candidato Moisés Hassan Morales se convirtiese en el único diputado titular del MUR en la Asamblea Nacional de Nicaragua, 2 meses después, el 24 de abril del mismo año y al día siguiente 25 se efectuó la toma de posesión de Barrios de Chamorro en el Estadio Nacional Dennis Martínez, llamado en ese tiempo Rigoberto López Pérez. Actualmente el MUR no existe.